# مغامرتي العظمى
مغامرتي العظمى My Greatest Adventure عبارة عن كتاب كوميكس من دي سي كوميكس الذي بدأ في عام 1955م، ويشتهر بتقديمه فريق الأبطال الخارقين دووم باترول.

## تاريخ النشر
كان العنوان الأصلي عبارة عن سلسلة مختارات مع قصص مغامرات تم سردها بسرد الشخص الأول. مع مرور الوقت تغيرت أنواع القصص من مغامرة بسيطة إلى خيال علمي. مع مسألة العدد #80 (يونيو 1963)، تم إسقاط شكل مختارات وأستبدالها بقصص تتضمن دووم باترول. كانت المشكلة #85 هي الأخيرة التي تحمل عنوان مغامرتي العظمى. تمت إعادة تسمية المسلسل ذا دووم باترول من إصدار #86.
الأعداد #80-85 تم طبعها كجزء من ذا دووم باترول أرشيف, المجلد. 1 (2002, (ردمك 1-56389-795-4)).

## المساهمين

### الكتاب
- أرنولد دريك
- بوب هاني

### الفنانين
- مورت ميسكين
- جيم موني
- روبن موريرا
- برونو بريمياني
- جون برنتيس
- أليكس توث

## النهضة 2011
تم إصدار ستة إصدارات للسلسلة لأول مرة في أكتوبر 2011، كتابة آرون لوبريستي، وكيفن ماغواير (الرسام)، ومات كيندت كمتابع للسلسلة الصغيرة المبكرة وايرد وورلدز (كوميكس). كانت المختارات تضم ثلاث قصص مختلفة في كل عدد، غارباغيمان، تانغا، و روبوتمان.

## الإجلال
تظهر إشارة إلى مغامرتي العظمى في مراهقوا التايتنز غو # 28. عندما تم جمع التايتنز و الدووم باترول في حفلة عيد ميلاد بيست بوي، يقوم أعضاء الدووم باترول بإخبار التايتنز عن بعض مغامراتهم السابقة عندما كان بيست بوي عضواً معهم، بما في ذلك عندما حاربوا الحيوان-المعدني-النباتي. صفحة 10-12 تعيد سرد القصة، ويضم غطاء زائف من مغامرتي العظمى.
في الجزء الأخير من مراهقوا التايتنز قبل ال52 الجديد، يظهر ستيف دايتون المجنون السابق في #36 يتعافى ببطء، ولا يزال مدمناً على خوذته. في حين أنه واقع تحت سلسلة مبتكرة من قبل جهاز يبدأ العمل في ترجمة ذاتية، والتي تعتمد في معظمها على سنوات الدووم باترول، التي يعتزم فيها الأتصال مغامرتي العظمى.

## وصلات خارجية
- My Greatest Adventures at Mike's DC Comics Index[وصلة مكسورة]
- Gallery of covers